# Piotr z Capitolias
Piotr z Capitolias (zm. 13 stycznia 715 w Capitolias, starożytnym mieście położonym na wschód od rzeki Jordan, identyfikowanym ze współczesną wioską Bajt Ras w północnej Jordanii) – chrześcijański męczennik, prezbiter, którego wyznanie wiary i męczeństwo opisuje starogruziński rękopis Życie i męczeństwo Piotra z Capitolias. W Martyrologium Piotra z Capitolias wspominano 21 lutego. Na Wschodzie chrześcijaństwa wymieniany bywa w innych dniach.
Piotr był żonaty i miał trzech synów. Wraz z rodziną podjął życie monastyczne. Biskup Bostry powierzył mu urząd kapłański w Capitolias. Piotr miał marzyć o śmierci męczeńskiej. W dojrzałym wieku publicznie złożył wyznanie wiary, które zawierało także mocne sformułowania  skierowane przeciwko islamowi, najpierw przed muzułmanami we własnym miasteczku, potem przed emirem i kolejno przed kalifem w Damaszku. Został skazany na mękę i śmierć. Wyrwano mu język, obcięto mu stopy i ręce, oślepiono i ukrzyżowano. Jego ciało zostało spalone, a prochy wrzucone do rzeki.

## Źródło pisane
Jedynym starożytnym źródłem opowiadającym o męczeństwie Piotra jest tekst Męczeństwo Piotra z Capitolias. Został napisany w języku greckim, ale zachował się jedynie egzemplarz tłumaczenia starogruzińskiego. Jego autorem był „święty i błogosławiony ojciec Jan, mnich i kapłan z Damaszku”, co – zdaniem niektórych badaczy – pozwala na przypisanie autorstwa tekstu jednemu z najwybitniejszych pisarzy chrześcijańskich tamtego okresu, Janowi Damasceńskiemu. Teofan Wyznawca, bizantyński duchowny, historyk i kronikarz. identyfikował (w napisanej pomiędzy 810 a 814 rokiem Kronice [Chronografía]) Jana Damasceńskiego jako autora Męczeństwa Piotra z Capitolias. Autor dobrze znał realia ówczesnych wydarzeń i lokalnej geografii. Najprawdopodobniej tekst pochodzi więc z początku VIII wieku i został napisany niedługo po omawianych w nim wydarzeniach. Gruzińskie tłumaczenie powstało w 1565 w klasztorze Gelati położonym na wschód od miasta Kutaisi, w Imeretii w zachodniej Gruzji. Rękopis jest przechowywany w miejskim muzeum miasta Kutaisi.
Rosyjskojęzyczna wersja, wydana w 1915 przez gruzińskiego filologa Korneli Kekelidze, nie pozwalała na szersze poznanie tekstu. W Europie Zachodniej znane było jedynie francuskie streszczenie tekstu wydane przez Paula Peetersa w 1939.

## Śmierć
Według rękopisu Piotr z Capitolias był chrześcijaninem, który 13 stycznia 715 poniósł męczeńską śmierć za panowania kalifa Al-Walida I z dynastii Umajjadów. Piotr wystąpił publicznie z wyznaniem wiary, potępiając jednocześnie Islam jako fałszywą naukę, a Mahometa oskarżał o oszustwo. Pisemny wywód dotarł do Umara, syna władcy, który rozkazał, by jego podwładny Zora zadał Piotrowi pytanie, czy potwierdza pisemne wyznania, czy też chce im zaprzeczyć. Gdy Piotr podtrzymał swoje twierdzenie, Zora polecił odesłać go do Umara (w tekście określanego jako emir). Na ponowioną zachętę, by zaprzeczył wcześniejszym twierdzeniom, miał powiedzieć, że jest „gotowy na rany, na ukrzyżowanie, na spalenie i na rozkoszowanie się wszelkimi rodzajami tortur”. Według tekstu postawiony przed obliczem kalifa Piotr miał powiedzieć: „Jesteś królem, ale nie jesteś bardziej honorowy niż Bóg. Grozisz mi torturami? Są dla mnie słodsze niż miód. Czy skazujesz mnie na śmierć? Są to dla mnie lepsze niż życie. Zrozumcie, że nie możecie zmienić przekonania mego umysłu, ponieważ w Chrystusie Jezusie żyję i poruszam się i mam swoje istnienie. To jest moje pragnienie, moja tęsknota: umrzeć za mojego Chrystusa, ponieważ dobrowolnie umarł za mnie i powstał na trzecim dzień i wstąpił w chwale, abym mógł odziedziczyć życie, które obiecuje tym, którzy z radością przeleją krew w jego imieniu”.
Władca skazał go na długą, okrutną mękę. 10 stycznia 715 miał zostać zabrany z powrotem do Capitolias, gdzie przed widownią złożoną ze współwyznawców, rozpoczęto wykonywać wyrok. Zgodnie z tradycją najpierw miał mieć wyrwany język, następnego dnia obciętą rękę i stopę, w najbliższą niedzielę drugą rękę i drugą stopę. Na koniec miał zostać oślepiony, ukrzyżowany i przebity włócznią. Po śmierci jego ciało miało zostać spalone, a prochy wrzucone do rzeki.
W Martyrologium Piotra z Capitolias wspominano 21 lutego. Na Wschodzie chrześcijaństwa bywa wymieniany w innych dniach.